# السطوه
السطوة (به عربی: السطوة) یک منطقهٔ مسکونی در امارات متحده عربی است که در دبی، امارات واقع شده‌است.